# Herman Sörgel
Herman Sörgel   (Ratisbona, 2 d'abril de 1885 - Múnic, 25 de desembre de 1952) va ser un arquitecte alemany de Baviera. Va ser conegut per popularitzar el «Projecte Atlantropa», un projecte de construcció massiu que va ser concebut inicialment com una solució als problemes econòmics i polítics d'Europa a principis del segle xx.
Atlantropa va incloure propostes per a la construcció de preses a través de l'estret de Gibraltar, els Dardanels i entre Sicília i Tunísia. Les preses proporcionarien energia hidroelèctrica i serien gestionades per un organisme independent recentment format amb l'autoritat d'interrompre l'energia a qualsevol país que amenacés la pau. Sörgel va promoure activament les seves idees fins a la seva mort el 1952.

## Joventut
Herman Sörgel va néixer a Ratisbona, Baviera (Alemanya), el 1885 de pares bavaresos. El seu pare, Johann (Hans) Ritter von Sörgel (1848–1910) va ser ennoblit el 1901. Es considera un pioner en la construcció de centrals hidroelèctriques i va dirigir la màxima autoritat de construcció bavaresa. Juntament amb Oskar von Miller, va ser un dels iniciadors de la central elèctrica de Walchensee. La seva mare Cäcilie (1846–1921), de soltera Unterholzner, provenia d'una família de cervesers de Neuötting.
El 1904, Sörgel es va graduar al Maximiliansgymnasium de Múnic i després va estudiar arquitectura durant quatre anys a la Universitat Tècnica de Munic, obtenint el títol d'enginyer. La seva tesi doctoral, que tractava qüestions estètiques de l'arquitectura, va ser rebutjada a Múnic, però a Dresden l'urbanista Fritz Schumacher (1869–1947) la va valorar com a excel·lent. També va rebre un «considerable reconeixement» en els cercles professionals.

## Atlantropa
Herman Sörgel es va fer conegut pel projecte monumental «Atlantropa», un projecte utòpic que inclouria la presa de l'estret de Gibraltar, la dels Dardanels i la del riu Congo, en el qual va treballar des de 1928 i va presentar en un llibre amb el mateix títol el 1932. L'embassament i, per tant, la baixada del nivell de l'aigua de la mar Mediterrània, permetria aprofitar la diferència entre el nivell de la mar Mediterrània i l'Atlàntic per generar energia hidroelèctrica. La idea de Sörgel de baixar el nivell del mar augmentaria les zones de terra seca al voltant de la Mediterrània i proporcionaria accés terrestre a Àfrica.
Sörgel va representar la visió de base geopolítica que es formarien tres blocs de poder econòmic-polític en el futur: Amèrica, Europa i Àsia. A causa de la seva endarrerida civilització, Àfrica estarà desconnectada tecnològicament i només serà important com a proveïdor de matèries primeres, tret que Europa entri en vincles sostenibles amb Àfrica. També va reconèixer que el carbó i el petroli es tornarien cada cop més cars en un futur previsible a causa de l'escassetat de recursos fòssils. Com a possible solució, va propagar l'aprofitament de l'enorme potencial energètic de l'energia hidràulica a la Mediterrània a través d'una presa. Drenant parcialment la Mediterrània, s'havia d'aconseguir noves terres valuoses. El treball minuciós i detallat dels neerlandesos durant generacions per adquirir noves terres al mar del Nord s'havia de repetir a gran escala a la regió mediterrània; En l'etapa final, el nou territori, Atlantropa, havia de sorgir entre Europa i Àfrica. L'embassament del riu Congo hauria reomplert la conca que envolta el llac Txad, proporcionant aigua dolça per regar el Sàhara i colonitzar l'interior africà. A més de crear noves masses de terra, les enormes quantitats d'energia hidroelèctrica que s'haurien generat podrien haver representat el 50% de les necessitats energètiques d'Europa en aquell moment. Mentre Sörgel desenvolupava la idea, mai va considerar seriosament com reaccionarien o canviarien altres països. Per exemple, el Llevant hauria augmentat la seva superfície en un 50%.
Sörgel era un pacifista convençut que volia agrupar el poder creatiu dels pobles europeus en el megaprojecte colonitzador «Atlantropa». L'objectiu polític fracassat de Napoleó I d'unir les nacions europees en una Unió Europea sense guerra a través de projectes de colonització paneuropeus a gran escala, especialment a l'Europa de l'Est, s'havia de fer realitat a través d'Atlantropa.
Herman Sörgel va treballar com a arquitecte governamental i probablement va viure a la zona de Múnic tota la seva vida.
Després de la seva mort, el projecte «Atlantropa» ja no es va continuar i va ser arxivat pels perills potencials i les conseqüències negatives previsibles. Els treballs geopolítics posteriors de Sörgel (projecte Congo/Llac Txad com a complement d'Atlantropa) es consideren perduts. Parts dels arxius de l'Institut Atlantropa, que va fundar i tancar l'any 1960, es conserven al Museu Alemany.

## La seva mort
Sörgel morir el Nadal de 1952, als 67 anys d'edat, poc després d'haver estat atropellat per un cotxe mentre anava en bicicleta de camí a una conferència a la Prinzregentenstrasse de Múnic. L'accident va passar en una carretera «recta com una dama» i el conductor del cotxe no va ser trobat mai .
La tomba d'Hermann Sörgel es troba al cementiri forestal de Múnic (tomba núm. 31-W-42).

## Publicacions
Algunes de les seves publicacions inclouen:
- Einführung in die Architekturästhetik. Prolegomena zu einer Theorie der Baukunst, 1918.
- Theorie der Baukunst I. Architektur-Ästhetik, 3. Auflage, Piloty & Löhle, Múnic 1921.
- Entwurf zur Erziehungsreform des Gymnasions, Jenaer Volksbuchhandlung, Jena 1921.
- Reformentwurf zur einheitlichen Organisation der Hochbauschulen, 1921.
- Das Chilehaus, Hamburg. Architekt Fr. Höger (= Deutschlands Industrie und Handel; 1), Raue, Charlottenburg 1924.
- Wohnhäuser (= Handbuch der Architektur, IV. Teil, Halbband 2, Heft 1), 2. Auflage, 1927.
- Verirrungen und Merkwürdigkeiten im Bauen und Wohnen, Gebhardt, Leipzig 1929.
- Mittelmeer-Senkung, Saharabewässerung - (Panropaprojekt) - Lowering the Mediterranean, Irrigating the Sahara, mehrsprachige Ausgabe, Gebhardt, Leipzig 1929.
- Das Haus fürs Wochenende, Gebhardt, Leipzig 1930.
- Atlantropa. Fretz & Wasmuth, Zürich / Piloty & Loehle, Múnic 1932.
- Vorwort zu: Wayne W. Parrish: Technokratie – die neue Heilslehre, Piper, Múnic 1933.
- Die drei großen A, Amerika, Atlantropa, Asien, 1938.
- Atlantropa-ABC. Kraft, Raum, Brot. Erläuterungen zum Atlantropa-Projekt, Arnd, Leipzig 1942.
- Atlantropa. Wesenszüge eines Projekts (= Atlantropa-Bibliothek; Band 1), Vorwort von John Knittel, Behrendt, Stuttgart 1948.

## En la ficció
L'esforç de dècades d'Herman Sörgel i la seva dona Irene per trobar suport per a la creació d'Atlantropa es recull a la novel·la Der kühnste Plan seit Menschengedenken de Matthias Lohre (El pla més audaç de la memòria viva), publicada el 2021.